# Вайль Петро Львович
Петро Вайль (Peter Vail, рос. Пётр Львович Вайль; *29 вересня 1949, Рига — †5 грудня 2009, Прага) — журналіст і письменник, головний редактор російської служби Радіо «Свобода».

## Життєпис
Вчився в Будівельному інституті, але кинув його, служив в армії, потім поступив на редакторський факультет Московського поліграфічного інституту і закінчив його в 1975 році. Працював вантажником, робітником на кладовищі, пожежником, журналістом в районній газеті.

## Еміграція
У 1977 році емігрував в США, за власним зізнанням, зробити це його примусило усвідомлення того, що, працюючи в Ризі, бачив власне життя до старості та в СРСР, а це було нестерпимо.
У Америці співробітничав в газетах «Новое русское слово», «Новый американец» (її редагував у той час письменник Сергій Довлатов) «Семь дней» і інших. З 1988 року — співробітник нью-йоркського бюро радіостанції «Свобода».
З 1995 року жив в Празі. Вайль вів на радіо передачі «Герої часу», на телебаченні — цикл «Геній місця». Спільно з Олександром Генісом написав книги «60-і: Світ радянської людини», «Російська кухня у вигнанні», «Рідна мова», «Американа». Автор книг «Геній місця», «Карта батьківщини», «Вірші про мене». Разом з Левом Лосєвим був редактором-упорядником книги «Йосип Бродський: праці і дні».

## Петро Вайль як людина
Він емігрував у 28 років, вже маючи утримувати дружину і сина. На той вік він не мав ні меценатів, ні багатих покровителів, що могли підтримати. За кордоном вже мешкав філолог Геніс, його друг. Він і оселився з Генісом і родиною під Римом в очікуванні візи до США. Первісно грошей не було навіть на транспорт і він ходив до російськомовного видання (ще емігрантського) далеко і пішки. Але здібності не сховаєш — через два тижні його прийняли у штат і він почав заробляти.
Від Петра Вайля ще не відлетіла молодість і він автостопом подорожував по Італії, відвідав бієннале у Венеції, де познайомився із зірками російської еміграції, серед котрих був і поет Йосип Бродський.
За право вільно висловлюватись Петро Вайль (як письменник і журналіст, що страждав від утисків радянської цензури), був готовий прощати навіть гріхи і недоліки політиків вищого щаблю. Так, він прихильно ставився до Бориса Єльцина за невтручання у право вільно висловлюватись, хоча з міркувань західного мешканця для політика було неприпустимим з'являтися на публіку п'яним, не платити нормальної зарплатні вчителям і лікарям і вести  криваву війну у власній державі.

## Автор книг  (російською)
- «Гений места»
- «Карта Родины»
- «Стихи про меня»
- «Слово в пути»
- «Свобода - точка отсчета. О жизни, искусстве и о себе»

### В співпраці зОлександром Генисом(російською)
- «Современная русская проза»
- «Потерянный рай»
- «60-е: Мир советского человека»
- «Американа»
- «Русская кухня в изгнании»
- «Родная речь»